# Francesco Migliore
Francesco Migliore (Arezzo, 17 aprile 1988) è un ex calciatore italiano di ruolo difensore.

## Carriera

### Club

#### Inizio all'estero
Nato ad Arezzo, all'età di quattro anni si trasferisce con la famiglia a Nizza, dove cresce. Inizia la carriera nella squadra riserve del Lione. Dopo tre stagioni si trasferisce in Belgio, al Mons, giocando 21 partite in massima serie.

#### Arrivo in Italia: Giulianova e Crotone: (2009-2013)
Dopo una stagione al Giulianova con 31 presenze in Prima Divisione Lega Pro, nel 2010 passa al Crotone, dove al primo anno in Serie B colleziona 31 presenze e 28 nel secondo anno. Trova il primo e unico gol coi calabresi il 17 novembre 2012 nella vittoria per 2-0 contro la Pro Vercelli.
Complessivamente ha giocato 73 partite di Serie B con la maglia rossoblu.

#### Spezia: (2013-2017)
L'11 luglio 2013, svincolatosi dal Crotone, viene acquistato dal Verona che lo cede, in compartecipazione, allo Spezia. Al termine della stagione l'accordo di partecipazione viene risolto in favore della società ligure. In 4 anni con lo Spezia sigla 5 gol.

#### Acquisto del Genoa ed esordio in Serie A: (2017-2018)
Nell'agosto 2017 viene acquistato dal Genoa. Esordisce in Serie A e coi rossoblu il 24 settembre 2017 nella sconfitta per 1-0 contro l'Inter, subentrando a Diego Laxalt al 53º minuto.
Il 30 novembre seguente segna il suo primo gol con la maglia del Genoa contro il Crotone nei sedicesimi di Coppa Italia, permettendo ai rossoblu di passare il turno.

#### Cremonese (2018-2020)
Il 6 luglio 2018 viene ceduto a titolo definitivo alla Cremonese, con la quale firma un contratto biennale. Il 27 ottobre segna il suo primo gol con i grigiorossi nella sconfitta in casa del Benevento (2-1). Il 30 giugno 2020 chiude il suo rapporto con la società di Cremona con 45 presenze e 4 reti, non avendo trovato l'accordo per prolungare il rapporto fino al 31 agosto, termine della stagione 2019-2020. Scaduto il suo contratto con la Cremonese, si ritira dal calcio giocato all'età di soli 32 anni e torna a vivere alla Spezia.

## Statistiche

### Presenze e reti nei club
| Stagione         | Squadra          | Campionato       | Campionato | Campionato | Coppe nazionali | Coppe nazionali | Coppe nazionali | Coppe continentali | Coppe continentali | Coppe continentali | Altre coppe | Altre coppe | Altre coppe | Totale | Totale |
| Stagione         | Squadra          | Comp             | Pres       | Reti       | Comp            | Pres            | Reti            | Comp               | Pres               | Reti               | Comp        | Pres        | Reti        | Pres   | Reti   |
| ---------------- | ---------------- | ---------------- | ---------- | ---------- | --------------- | --------------- | --------------- | ------------------ | ------------------ | ------------------ | ----------- | ----------- | ----------- | ------ | ------ |
| 2008-2009        | Mons             | PL               | 21         | 0          | CB              | 0               | 0               | -                  | -                  | -                  | -           | -           | -           | 21     | 0      |
| 2009-2010        | Giulianova       | 1D               | 30+2       | 3+0        | CI              | 0               | 0               | -                  | -                  | -                  | -           | -           | -           | 32     | 3      |
| 2010-2011        | Crotone          | B                | 30         | 0          | CI              | 1               | 0               | -                  | -                  | -                  | -           | -           | -           | 31     | 0      |
| 2011-2012        | Crotone          | B                | 24         | 0          | CI              | 2               | 0               | -                  | -                  | -                  | -           | -           | -           | 26     | 0      |
| 2012-2013        | Crotone          | B                | 18         | 1          | CI              | 2               | 0               | -                  | -                  | -                  | -           | -           | -           | 20     | 1      |
| Totale Crotone   | Totale Crotone   | Totale Crotone   | 72         | 1          |                 | 5               | 0               |                    | -                  | -                  |             | -           | -           | 77     | 1      |
| 2013-2014        | Spezia           | B                | 39+1       | 2          | CI              | 4               | 0               | -                  | -                  | -                  | -           | -           | -           | 44     | 2      |
| 2014-2015        | Spezia           | B                | 32+1       | 1          | CI              | 2               | 0               | -                  | -                  | -                  | -           | -           | -           | 35     | 1      |
| 2015-2016        | Spezia           | B                | 39+3       | 1          | CI              | 5               | 0               | -                  | -                  | -                  | -           | -           | -           | 47     | 1      |
| 2016-2017        | Spezia           | B                | 36         | 1          | CI              | 4               | 0               | -                  | -                  | -                  | -           | -           | -           | 40     | 1      |
| ago. 2017        | Spezia           | B                | 0          | 0          | CI              | 1               | 0               | -                  | -                  | -                  | -           | -           | -           | 1      | 0      |
| Totale Spezia    | Totale Spezia    | Totale Spezia    | 146+5      | 5          |                 | 16              | 0               |                    | -                  | -                  |             | -           | -           | 167    | 5      |
| 2017-2018        | Genoa            | A                | 6          | 0          | CI              | 2               | 1               | -                  | -                  | -                  | -           | -           | -           | 8      | 1      |
| 2018-2019        | Cremonese        | B                | 24         | 2          | CI              | 1               | 0               | -                  | -                  | -                  | -           | -           | -           | 25     | 2      |
| 2019-2020        | Cremonese        | B                | 21         | 2          | CI              | 3               | 0               | -                  | -                  | -                  | -           | -           | -           | 24     | 2      |
| Totale Cremonese | Totale Cremonese | Totale Cremonese | 45         | 4          |                 | 4               | 0               |                    | -                  | -                  |             | -           | -           | 49     | 4      |
| Totale carriera  | Totale carriera  | Totale carriera  | 320+7      | 13         |                 | 27              | 1               |                    | -                  | -                  |             | -           | -           | 354    | 14     |